# بوريس بالمر
بوريس بالمر (بالألمانية: Boris Palmer )‏ (و. 1972 – م) هو سياسي، وكاتِب، من ألمانيا، ولد في فايبلينغن، هو عضوٌ في حزب الخضر الألمانيشارك في الانتخابات الرئاسية الألمانية 2010.

## مناصب
تولى منصب عمدة، وعضو مجلس الشورى الموحد بادن فورتمبيرغ.

## روابط خارجية
- بوريس بالمر على موقع IMDb (الإنجليزية)
- بوريس بالمر على موقع مونزينجر (الألمانية)